# Sol Friedman House
Pour les articles homonymes, voir Sol, Friedman et House.
Sol Friedman House ou Toyhill est une villa de style moderne-usonia-organique-Prairie School, construite en 1948 par l'architecte américain Frank Lloyd Wright (FLW, 1867-1959), à Pleasantville, à 40 km au nord de New York aux États-Unis. Elle est labellisée Registre national des lieux historiques de État de New York depuis 2012.

## Historique
Une vaste parcelle forestière de quarante hectares est achetée en 1945, près de Pleasantville, au nord de New York, par une coopérative « Usonia » de jeunes couples de New York, pour créer entre 1946 et 1964 le district historique « Usonia Historic District (en) » de 47 maisons de l'État de New York, sur le modèle « usonia » du grand projet d'étude de cité idéale organique utopique « Broadacre City » des années 1930, du célèbre architecte américain Frank Lloyd Wright (également inspiré de sa célèbre maison sur la cascade de Pennsylvanie de 1935).

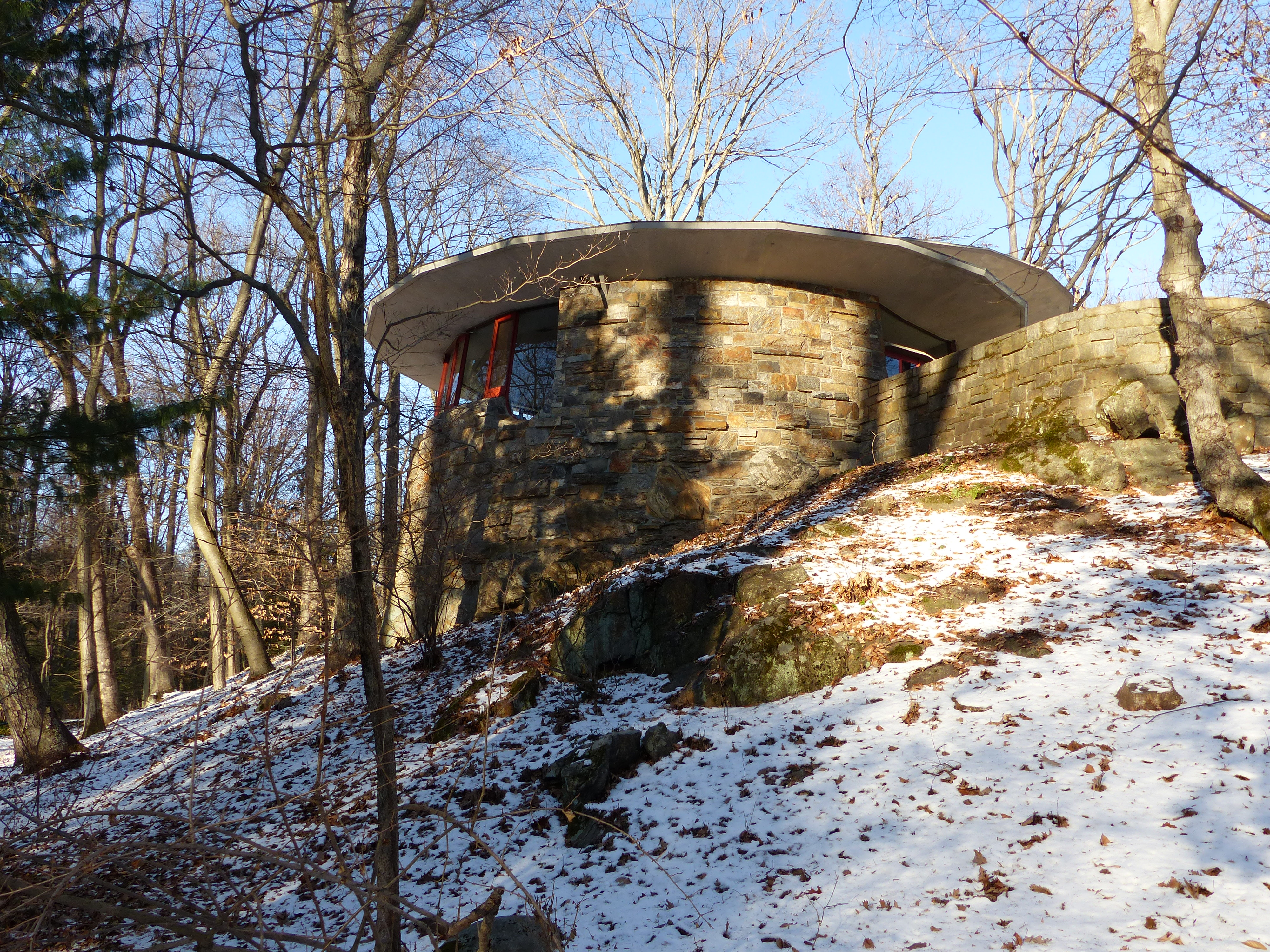
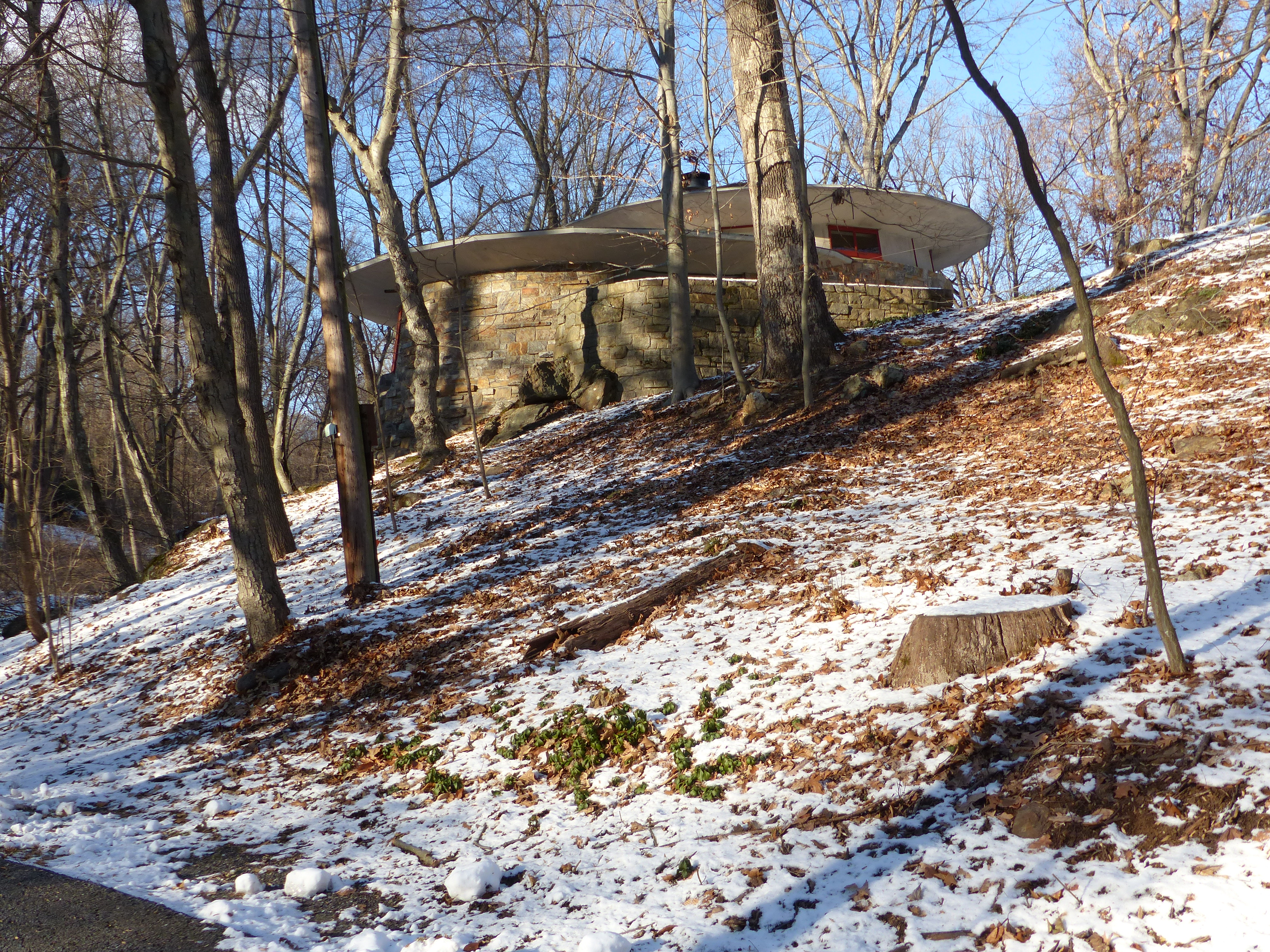
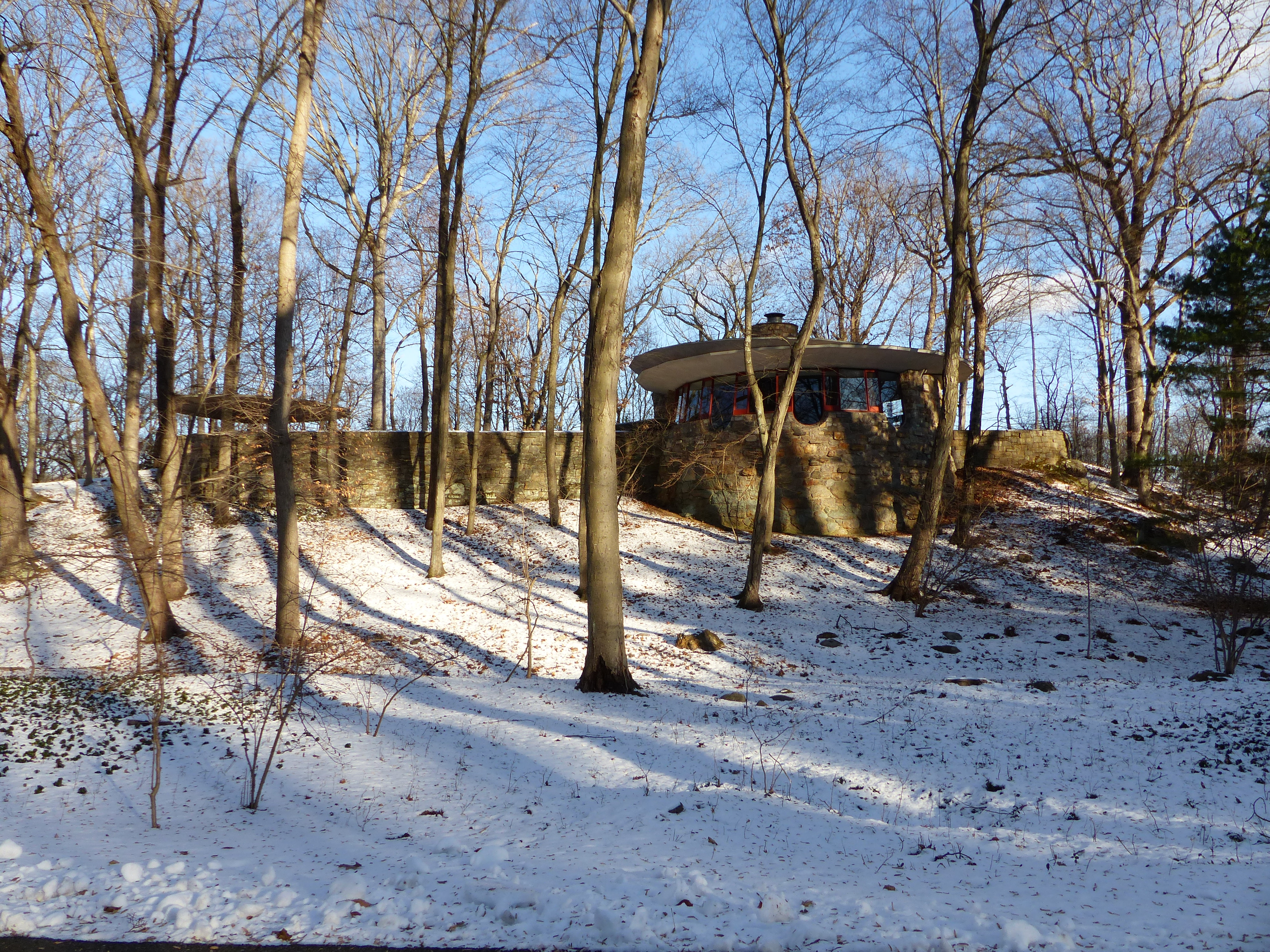

Cette villa usonia de 200 m² est la première des trois villas du domaine construite en 1949 par Frank Lloyd Wright, pour le couple Sol et Bertha Friedman. Elle est construite sur un terrain à forte pente de 5000 m², en forme de champignon et d'intersection de deux cercles (à l'image de son célèbre et emblématique Musée Solomon R. Guggenheim de Manhattan à New York, de 1959) en béton, pierre de taille apparente, fenêtres à ossatures métalliques, avec grand espace de vie ouvert type loft, cheminée centrale, nombreuses boiseries et meubles en chêne intégrés, 3 chambres à l'étage, toit-terrasse, vastes baies vitrées sur terrain arboré, terrasse, et abri de voiture également en forme de champignon. Wright surnomme la maison « Toyhill » (colline jouet) rapport au métier de commerçant de Sol Friedman, détaillant de jouets, livres, et disques,.
Son style moderne-usonia-organique-Prairie School est inspiré entre autres des villas avantgardistes Kings Road House (1922), de l'architecture californienne moderne d'après-guerre, et des villas usonia Taliesin (1911), maison sur la cascade (1935), Taliesin West (1937), villa Hanna-Honeycomb (1937), Jacobs I (1937), Alvin Miller House (1946), villa Weltzheimer-Johnson (1949), villa Melvyn Maxwell et Sara Stein Smith (1950), Cedar Rock State Park (1950)... de Frank Lloyd Wright...
Wright approuve les plans architecturaux de projet de 44 autres villas du site, avant de disparaître en 1959, à l'age de 91 ans.

## Classement
La villa est classée Registre national des lieux historiques de l'État de New York en 2012, en même temps que l'ensemble d'environ 50 villas usonia du district historique Usonia Historic District (en).